# العلاقات الألبانية الروسية
العلاقات الألبانية الروسية هي العلاقات الثنائية التي تجمع بين ألبانيا وروسيا.

## مقارنة بين البلدين
هذه مقارنة عامة ومرجعية للدولتين:
| وجه المقارنة                                              | ألبانيا                                                    | روسيا                                   |
| --------------------------------------------------------- | ---------------------------------------------------------- | --------------------------------------- |
| المساحة (كم2)                                             | 28.75 ألف                                                  | 17.08 مليون                             |
| عدد السكان (نسمة)                                         | 3.02 مليون                                                 | 146.80 مليون                            |
| الكثافة السكانية (ن./كم²)                                 | 105.04                                                     | 8.59                                    |
| العاصمة                                                   | تيرانا                                                     | موسكو                                   |
| اللغة الرسمية                                             | اللغة الألبانية                                            | اللغة الروسية                           |
| العملة                                                    | ليك ألباني                                                 | روبل روسي                               |
| الناتج المحلي الإجمالي (بليون دولار)                      | 13.04 مليار                                                | 1.58 تريليون                            |
| الناتج المحلي الإجمالي (تعادل القوة الشرائية) بليون دولار | 33.17 مليار                                                | 3.69 تريليون                            |
| الناتج المحلي الإجمالي الاسمي للفرد دولار أمريكي          | 3.94 ألف                                                   | 9.09 ألف                                |
| الناتج المحلي الإجمالي للفرد دولار أمريكي                 | 11.11 ألف                                                  |                                         |
| مؤشر التنمية البشرية                                      | 0.764                                                      | 0.798                                   |
| رمز المكالمات الدولي                                      | +355                                                       | +7                                      |
| رمز الإنترنت                                              | .al                                                        | .ru، .рф، .рус ‏، .su                    |
| المنطقة الزمنية                                           | توقيت وسط أوروبا، ت ع م+01:00، ت ع م+02:00، أوروبا/تيرانا ‏ | Magadan Time ‏، ت ع م+02:00، ت ع م+12:00 |

## مدن متوأمة
في ما يلي قائمة باتفاقيات التوأمة بين مدن ألبانية وروسية:
- ترتبط تيرانا مع موسكو باتفاقية توأمة.

## منظمات دولية مشتركة
يشترك البلدان في عضوية مجموعة من المنظمات الدولية، منها:
| علم المنظمة | اسم المنظمة                          | تاريخ انضمام ألبانيا | تاريخ انضمام روسيا |
| ----------- | ------------------------------------ | -------------------- | ------------------ |
|             | الاتحاد البريدي العالمي              | ?                    | ?                  |
|             | مؤسسة التنمية الدولية                | 15 أكتوبر 1991       | 16 يونيو 1992      |
|             | منظمة حظر الأسلحة الكيميائية         | ?                    | ?                  |
|             | منظمة التجارة العالمية               | ?                    | 22 أغسطس 2012      |
|             | الأمم المتحدة                        | 14 ديسمبر 1955       | 24 أكتوبر 1945     |
|             | وكالة ضمان الاستثمار متعدد الأطراف   | 15 أكتوبر 1991       | 29 ديسمبر 1992     |
|             | منظمة الشرطة الجنائية الدولية        | ?                    | 27 سبتمبر 1990     |
|             | مؤسسة التمويل الدولية                | 15 أكتوبر 1991       | 12 أبريل 1993      |
|             | الاتحاد الدولي للاتصالات             | 2 يونيو 1922         | 1866               |
|             | البنك الدولي للإنشاء والتعمير        | 15 أكتوبر 1991       | 16 يونيو 1992      |
|             | مجلس أوروبا                          | ?                    | 28 فبراير 1996     |
|             | منظمة التعاون الاقتصادي للبحر الأسود | ?                    | 4 يونيو 1992       |
|             | منظمة الأمن والتعاون في أوروبا       | 19 يونيو 1991        | 1992               |
|             | يونسكو                               | 16 أكتوبر 1958       | 21 أبريل 1954      |

## أعلام
هذه قائمة لبعض الشخصيات التي تربطها علاقات بالبلدين:
- إنفا مولا (27 يونيو 1963[21] – )

## وصلات خارجية
- موقع وزارة الخارجية الألبانية
- موقع وزارة الخارجية الروسية